# Austrolimnophila (Austrolimnophila) fluxa
Austrolimnophila (Austrolimnophila) fluxa is een tweevleugelige uit de familie steltmuggen (Limoniidae). De soort komt voor in het Australaziatisch gebied.